# 음력 12월 30일
음력 12월 30일은 음력 12월의 30번째 날이다.

## 문화
- 1987년 - 아시아나항공 창립.

## 탄생
- 1858년 - 대한제국의 항일 의병장 이강년.
- 1957년 - 대한민국의 음악인 김현식.
- 1964년 - 대한민국의 배우 변우민.
- 1971년 - 대한민국의 희극인 이윤석.
- 1974년 - 대한민국의 희극인 이수근.
- 1983년 - 대한민국의 야구인 이로운.
- 1989년 - 대한민국의 배우 김민영.
- 1991년 - 대한민국의 배우 표예진.
- 1992년 - 대한민국의 배우 배윤경.
- 1994년 - 대한민국의 바둑기사 나현.
- 1996년 - 대한민국의 배우 박시우.

## 사망
- 1925년 - 조선의 친일 관료이자 매국노 이완용.

## 기념일, 연중행사
- 섣달그믐: 대한민국

## 같이 보기
- 음력 360일: 1월 2월 3월 4월 5월 6월 7월 8월 9월 10월 11월 12월
- 전날: 12월 29일 다음날:1월 1일 - 전달:11월 30일 다음달:1월 30일
- 양력: 12월 30일
- 음력, 윤달